# Peter D. Mitchell
Peter Dennis Mitchell (1920-1992) là nhà hóa học người Anh. Ông giành Giải Nobel Hóa học năm 1978. Sở dĩ như vậy là vì ông đã nghiên cứu sự di chuyển năng lượng trong sinh học.